# Robert Koren
Robert Koren, (n. 20 septembrie 1980) este un jucător de fotbal sloven, care joacă pentru Slovenia. În acest moment joacă pentru echipa australiană Melbourne City.

## Palmares

### Club
- Football League Championship: 2008

### Individual
- Kniksen award: mijlocașul anului în 2006